# Ampedus fuentei
Ampedus fuentei е вид бръмбар от семейство Полски ковачи (Elateridae).

## Разпространение
Видът е разпространен в Испания.